# Lodoletta
Lodoletta è un dramma lirico o opera in tre atti del compositore Pietro Mascagni (1917). Il libretto è di Giovacchino Forzano ed è tratto dal romanzo Two Little Wooden Shoes di Marie Louise de la Ramée, (Ouida).
La prima venne data al Teatro Costanzi di Roma il 30 aprile 1917, con Rosina Storchio nel ruolo di Lodoletta. La prima negli Stati Uniti venne data il 12 gennaio 1918 al Metropolitan Opera House a New York, con Geraldine Farrar nel ruolo di Lodoletta ed Enrico Caruso in quello di Flammen.

## Ruoli
| Personaggio         | Voce      | Cast prima, 30 aprile 1917 (Direttore: Pietro Mascagni) |
| ------------------- | --------- | ------------------------------------------------------- |
| Lodoletta           | soprano   | Rosina Storchio                                         |
| La pazza            | contralto | Cleofe Braghini                                         |
| Maud                | soprano   | Luigia Pieroni                                          |
| La vanard           | soprano   | Ida De Filippis                                         |
| Flammen             | tenore    | Giuseppe Campioni                                       |
| Giannotto           | baritono  | Enrico Molinari                                         |
| Franz               | baritono  | Leone Paci                                              |
| Antonio             | basso     | Augusto Dadò                                            |
| Una voce/un postino | tenore    | Ettore Bonzi                                            |

## Trama
L'opera è ambientata in Olanda nel 1853. Lodoletta, figlia adottiva di Antonio, compie sedici anni. Questi, per comprarle un paio di zoccoli rossi, presta per una moneta d'oro un'immagine della Madonna all'esule pittore parigino Flammen. Antonio però muore poco dopo, così Flammen si prende cura della ragazza, della quale è anche innamorato. Ma, ottenuta la grazia, Flammen può tornare in patria e abbandona la giovane, che tuttavia lo segue a Parigi. Sul cortile della sua casa, nella notte di san Silvestro, vede il pittore che festeggia il Capodanno. Decide allora di andarsene, ma scivola e muore. Sarà il pittore, uscendo di casa, a trovare il cadavere della giovane con gli zoccoli rossi.